# العلاقات التونسية السلوفينية
العلاقات التونسية السلوفينية هي العلاقات الثنائية التي تجمع بين تونس وسلوفينيا.

## مقارنة بين البلدين
هذه مقارنة عامة ومرجعية للدولتين:
| وجه المقارنة                                              | تونس                                       | سلوفينيا                                                      |
| --------------------------------------------------------- | ------------------------------------------ | ------------------------------------------------------------- |
| المساحة (كم2)                                             | 163.61 ألف                                 | 20.27 ألف                                                     |
| عدد السكان (نسمة)                                         | 11.53 مليون                                | 2.07 مليون                                                    |
| الكثافة السكانية (ن./كم²)                                 | 70.47                                      | 102.12                                                        |
| العاصمة                                                   | تونس                                       | ليوبليانا                                                     |
| اللغة الرسمية                                             | اللغة العربية                              | اللغة السلوفينية، اللغة الإيطالية، لغة مجرية                  |
| العملة                                                    | دينار تونسي                                | يورو، تولار سلوفيني                                           |
| الناتج المحلي الإجمالي (بليون دولار)                      | 40.26 مليار                                | 48.77 مليار                                                   |
| الناتج المحلي الإجمالي (تعادل القوة الشرائية) بليون دولار | 129.05 مليار                               | 66.01 مليار                                                   |
| الناتج المحلي الإجمالي الاسمي للفرد دولار أمريكي          | 3.87 ألف                                   | 20.73 ألف                                                     |
| الناتج المحلي الإجمالي للفرد دولار أمريكي                 | 11.44 ألف                                  | 30.40 ألف                                                     |
| مؤشر التنمية البشرية                                      | 0.721                                      | 0.880                                                         |
| رمز المكالمات الدولي                                      | +216                                       | +386                                                          |
| رمز الإنترنت                                              | .tn                                        | .si                                                           |
| المنطقة الزمنية                                           | ت ع م+01:00، توقيت وسط أوروبا، ت ع م+02:00 | توقيت وسط أوروبا، ت ع م+01:00، ت ع م+02:00، أوروبا/ليوبليانا ‏ |

## مدن متوأمة
في ما يلي قائمة باتفاقيات التوأمة بين مدن تونسية وسلوفينية:
- ترتبط سوسة مع ليوبليانا باتفاقية توأمة منذ 1980.[22][22]

## منظمات دولية مشتركة
يشترك البلدان في عضوية مجموعة من المنظمات الدولية، منها:
| علم المنظمة | اسم المنظمة                               | تاريخ انضمام تونس | تاريخ انضمام سلوفينيا |
| ----------- | ----------------------------------------- | ----------------- | --------------------- |
|             | يونسكو                                    | 8 نوفمبر 1956     | 27 مايو 1992          |
|             | الفريق المعني برصد الأرض                  | ?                 | ?                     |
|             | مؤسسة التمويل الدولية                     | 25 يوليو 1962     | 25 فبراير 1993        |
|             | المركز الدولي لتسوية المنازعات الاستشارية | 14 أكتوبر 1966    | 6 أبريل 1994          |
|             | منظمة حظر الأسلحة الكيميائية              | ?                 | ?                     |
|             | مؤسسة التنمية الدولية                     | 30 ديسمبر 1960    | 25 فبراير 1993        |
|             | منظمة التجارة العالمية                    | ?                 | ?                     |
|             | وكالة ضمان الاستثمار متعدد الأطراف        | 7 يونيو 1988      | 19 مارس 1993          |
|             | الاتحاد البريدي العالمي                   | ?                 | ?                     |
|             | الاتحاد الدولي للاتصالات                  | 14 ديسمبر 1956    | 16 يونيو 1992         |
|             | منظمة الشرطة الجنائية الدولية             | ?                 | ?                     |
|             | الأمم المتحدة                             | 12 نوفمبر 1956    | 22 مايو 1992          |
|             | البنك الدولي للإنشاء والتعمير             | 14 أبريل 1958     | 25 فبراير 1993        |
|             | المنظمة الهيدروغرافية الدولية             | ?                 | ?                     |

## وصلات خارجية
- موقع وزارة الخارجية التونسية
- موقع وزارة الخارجية السلوفينية